# Eocarcinoidea
Eocarcinoidea is een monotypische fossiele superfamilie van krabben en omvat de uitgestorven familie:
- Eocarcinidae  † Withers, 1932